# Pietro Capuzi
Pietro Capuzi (Visso, 1890 – Ussita, 9 maggio 1944) è stato un partigiano italiano.

## Biografia
Prese parte alla prima guerra mondiale da cui tornò ferito; dopo l'8 settembre 1943 si diede all'organizzazione della resistenza, riuscendo a costituire a Visso un importante centro di guerriglia partigiana.
Amico di Sandro Pertini e di Carla Voltolina, fu commissario politico della Brigata Spartaco ed entrò a far parte del comando umbro-marchigiano delle Brigate Garibaldi, organizzate dal Partito Comunista Italiano.
Sfuggì più volte ai tedeschi, che avevano messo sulla sua testa una grossa taglia, ma fu catturato mentre stava compiendo una missione ispettiva. Dopo essere stato barbaramente torturato, venne fucilato in località Vena d'Oro di Ussita.
Dopo la sua morte la Brigata Spartaco si riorganizzò e si fuse al Gruppo 202, formando il Battaglione Capuzi di stanza a Fiastra.
Sul luogo della sua morte è stato edificato un monumento; a Pietro Capuzi è stata dedicata una targa commemorativa affissa sulla sua casa di Visso e sono state intitolate una piazza a Visso, una strada a Macerata e la sezione ANPI dell'Alto Nera.

## Onorificenze
Partigiano combattente, è stato insignito della Medaglia d'oro al Valor Militare alla memoria.